# Homestead (Florida)
Homestead je město na Floridě ve Spojených státech amerických. Patří do okresu Miami-Dade, a sousedí na východě s národním parkem Biscane a na západě s národním parkem Everglades. Leží zhruba 56 kilometrů na jihozápad od Miami a 40 kilometrů na severozápad od Key Largo. Podle sčítání v roce 2010 zde žilo 60 512 obyvatel, což je skoro dvojnásobek proti 31 909 při sčítání v roce 2000. Zhruba ze dvou třetin (66,9 %) se jednalo o bělochy, pětina obyvatelstva byla černošská.